# Índex d'inseguretat lingüística
L'índex d'inseguretat lingüística és un concepte que William Labov va proposar en les seves teories de sociolingüística quantitativa.
Amb aquest índex vol estudiar les diferències en l'expressió oral dels parlants d'una mateixa llengua de diferents capes socials. Aquest indicador mostra aspectes relacionats amb la subjectivitat del parlant i el seu posicionament i actuació davant de les varietats lingüístiques amb les quals es relaciona. No mesura les dades objectives del comportament verbal associat a l'estratificació social, sinó sensacions dels parlants que provoquen actituds lingüístiques.
 En aquest sentit el diccionari de termes sociolingüístics de P. Trudgill i J.M. Hernández Campoy defineixen la inseguretat lingüística com «motivacions actitudinals que duen els parlants a tenir sentiments negatius sobre la seva pròpia varietat materna,
 o sobre alguns aspectes d'aquesta i que els fan sentir insegurs sobre el seu valor o correcció. Aquesta inseguretat pot fer-los intentar acomodar-se, o adquirir, formes de parla d'estatus més prestigiós, i pot conduir els parlants a la hipercorrecció o els grups socials a la hipercorrecció laboviana
».

## Gènesi i evolució del concepte
El concepte d'inseguretat lingüística va aparèixer per primer cop el 1966 a l'estudi de William Labov sobre l'estratificació social de l'anglès a la ciutat de Nova York. Aquesta investigació seguia una metodologia quantitativa i va calcular la inseguretat lingüística dels habitants de la ciutat amb un test que contenia divuit mots amb diferents variants de pronunciació socialment significatives. Els enquestats havien de dir quines variants consideraven correctes i després quines variants solien utilitzar. Contrastant aquestes dades i les ocasions en què diferien les formes considerades correctes que els enquestats utilitzaven habitualment, Labov va construir un índex d'inseguretat lingüística (Index of Linguistic Insecurity).
L'anàlisi dels resultats va demostrar que la inseguretat lingüística estava vinculada sobretot amb les classes mitjanes baixes i amb el gènere femení, això es va vincular a la mobilitat social, ja que els grups més sensibles a les formes lingüístiques prestigioses i que primer les incorporen al seu repertori són aquells que tenen aspiracions d'ascens social. Per això es va considerar la inseguretat lingüística dins del variacionisme labovià com una de les causes del canvi lingüístic.
En el context de Nova York es van detectar diferents manifestacions d'inseguretat lingüística com: la percepció errònia que els subjectes tenien del propi discurs; una variació important entre registres formals i informals, menor en el cas de persones amb menor grau d'inseguretat; hipercorrecció com a resultat de l'esforç dels individus per corregir la seva manera de parlar, sobretot en situacions formals; reaccions d'hipersensibilització envers les formes lingüístiques estigmatitzades per raó de la seva “incorrecció”.
Aquests treballs de Labov van ser reproduïts en altres contextos amb resultats similars com l'índex canadenc d'inseguretat lingüística realitzat el 1984 per Owens i Baker que estudia la inseguretat dels canadencs anglòfons quan utilitzen la llengua anglesa.

## Crítiques al concepte de Labov
Aquest model ha estat criticat per qüestions metodològiques i per mancances en la construcció del marc teòric. Macaulay li va retreure que es basava en un test de caràcter ingenu i que els tests estaven fets per obtenir una resposta aquiescent dels enquestats. Almeida creu que per fer els tests només havia tingut en compte variables de caràcter fonètic i havia oblidat les de caràcter morfològic i lèxic. López Morales diu que valora globalment la inseguretat sense tenir en compte les diferents tendències que pot adoptar. Milroy creu que el concepte de prestigi en què es basa la definició d'inseguretat de Labov és insuficient. Baggioni diu que la inseguretat és un fenomen complex i que caldrien estudis no només quantitatius sinó també qualitatius per tal d'aprofundir en les representacions dels parlants sobre aquest fenomen. Calvet critica que no es tenen en compte les situacions de multilingüisme social i la inseguretat dels parlants plurilingües en l'ús de diverses llengües. Diversos autors creuen que la teorització del concepte d'inseguretat lingüística que fa Labov és feble i restrictiva.

## Estudis en l'àmbit francòfon
Els estudis sobre inseguretat lingüística van evolucionar des dels primers de Labov centrats en l'anglès americà i van arribar a l'àmbit francòfon on estudien la inseguretat en l'ús de la llengua francesa després que l'anglès assolís l'estatus de llengua mundial i deixés els francòfons en una situació incòmoda. A final de la dècada dels setanta es va iniciar en la sociolingüística francesa una línia per intentar explicar la variació lingüística dins una llengua majoritària pels sentiments de manca de confiança dels parlants de les variants lingüístiques perifèriques, aquesta línia va canviar el paradigma variacionista de Labov que era quantitatiu i es basava en explicar la variació lingüística d'una llengua majoritària com a resultat de les estratègies per a l'ascens social, per un altre de qualitatiu que estudia la inseguretat a partir de les representacions que els parlants fan del seu ús lingüístic.
Destaquen els treballs de Gueunier, Genouvrier i Khomsi, que segueixen el model de Labov a l'any 1972. També l'estudi de Pierre Bourdieu que veu en l'estratificació en grups socials el factor principal d'inseguretat lingüística, resultat de la dominació simbòlica que es manifesta en el discurs. A la dècada dels noranta apareixen treballs sobre la inseguretat lingüística a Bèlgica encapçalats per Michel Francard al centre de recerca Valibel que posen les bases per a un marc teòric nou que posa en relació el nivell d'escolarització amb la inseguretat lingüística. L'escola és qui difon les normes socials prestigioses en l'ús de la llengua i conclou que aquells parlants que tenen un millor coneixement de la norma lingüística són els que expressen un grau de confiança menor.